# Bitva u Papuda
Bitva u Papuda byla námořní bitva, která se odehrála 26. listopadu 1865 jako součást první tichomořské války. Postavily se v ní proti sobě chilská korveta Esmeralda, které velel fregatní kapitán Juan Williams Rebolledo, a španělský škuner Virgen de Covadonga, kterému velel poručík Luis Fery. Boj proběhl necelých 90 kilometrů severně od chilského Valparaísa poblíž pobřežního města Papudo. Toto malé válečné střetnutí mělo značné morální, vojenské a politické dopady, které ovlivnily další vývoj války.

## Pozadí bitvy

### Vstup Chile do války
Poté, co v Peru v důsledku podpisu nepopulární mírové smlouvy se Španělskem propuklo všeobecné povstání a 7. července 1865 padla vláda prezidenta Juana Antonia Pezeta, vzrostly v několika jihoamerických zemích protišpanělské nálady. V této době připlul španělský dělový člun Vencedora do jednoho z chilských přístavů doplnit zásoby uhlí, ale chilský prezident José Joaquín Pérez kvůli podpoře Peru prohlásil, že uhlí je válečným materiálem, který nelze prodat válčící mocnosti, a zásoby proto nebyly dodány. Španělsko tento krok považovalo za porušení chilské neutrality, a 17. září 1865 zakotvila u Valparaísa fregata Villa de Madrid, vlajková loď generálporučíka královského námořnictva José Manuela Pareja. Ten na základě instrukcí obdržených ze Španělska zaslal chilské vládě nótu s charakterem ultimáta, adresovanou v den výročí chilské nezávislosti.
Chilská vláda okamžitě odmítla španělské požadavky a uvědomila si, že ultimátum znamená válku; aby ochránila svou nepočetnou armádní flotilu, bylo kapitánu Williamsovi nařízeno opustit Valparaíso a s korvetou Esmeralda a parníkem Maipú odplout na Chiloé. Obě chilská plavidla opustila přístav o půlnoci 18. září a proplula kousek od Parejovy vlajkové lodi, která nepovažovala za důležité lodě zastavit.

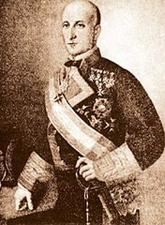
José Manuel Pareja

Pareja 22. září znovu opakoval své požadavky a chilská vláda je opět odmítla. Španělský admirál se proto 24. září rozhodl přistoupit k blokádě chilských přístavů a následujícího dne vyhlásilo Chile válku Španělsku.

### Williamsova mise v Peru
V říjnu, již uprostřed války, dostal Williams od své vlády nové rozkazy. Se svými loděmi se měl přemístit z Chiloé k peruánským břehům, aby se setkal s peruánskou námořní eskadrou a dohodl se s ní na společném boji proti Španělům.

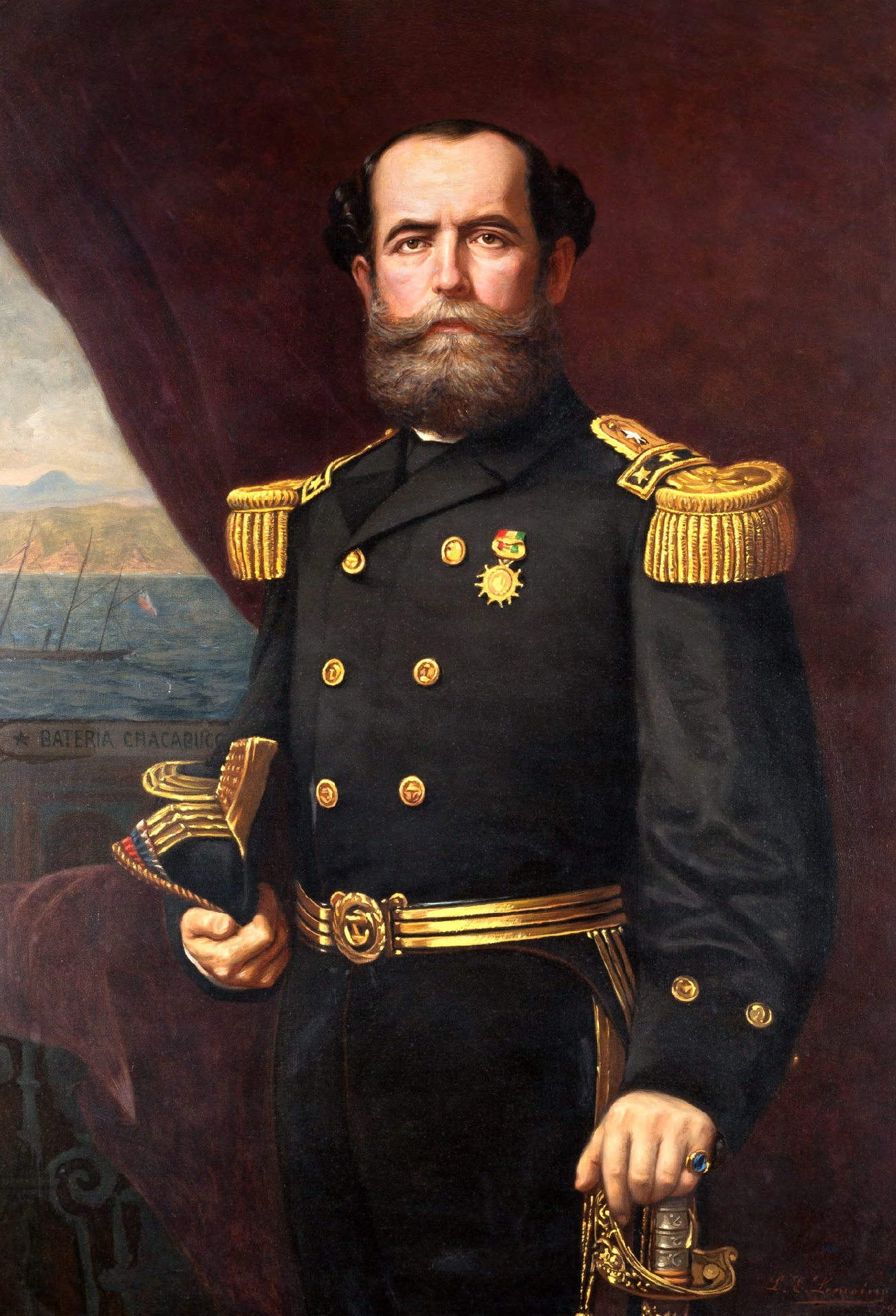
Juan Williams Rebolledo

Chilský kapitán našel peruánskou eskadru v Chilce a vyjednával s jejím velitelem Lizardem Monterem. Dohoda nebyla uzavřena a Juan Williams Rebolledo se rozhodl vrátit k chilskému pobřeží.
Na konci měsíce se obrněná fregata Numancia, která byla umístěna v Callau, vydala hlídkovat podél peruánského pobřeží, přičemž se dozvěděla o přítomnosti chilských lodí. Kromě této zprávy Španělé nevěděli nic bližšího o tom, na kterém místě se chilské loďstvo zdržuje.

### Další průběh
Chilský kapitán se po krachu jednání odvážil přistoupit k přímé konfrontaci se španělským loďstvem. U města Caldera uvažoval o útoku na fregatu Berenguela, která podle jeho informací blokovala tamější přístav osamoceně, ale tohoto plánu se vzdal kvůli komplikacím s jeho provedením. Poté se rozhodl plout se svou korvetou opatrně podél pobřeží a informovat vládu o výsledcích svého jednání v Peru. Maipú měl odplout do Chiloé a Esmeralda podnikat další útoky.

Španělský admirál mezitím provedl změny ve svém loďstvu, aby zabránil možnému spojení chilských a peruánských sil. Byl si vědom, že pokud se Chilané a Peruánci spojí, mohou zaútočit ze severu na jednu z jeho blokádových lodí, od sebe izolovaných na vzdálenost několika mil. Z tohoto důvodu se rozhodl seskupit fregaty do dvojic.
19. listopadu zakotvil Williams v Lebu, kde navázal komunikaci s vládou a získal zprávy o pohybu Španělů. Následujícího dne odplul do Loty, kde se dozvěděl o blokádě přístavu Coquimba loděmi Virgen de Covadonga a Matías Cousiño. Chilský kapitán pojal plán zaútočit právě zde, a vyplul 22. listopadu na sever. O dva dny později se dozvěděl, že Virgen de Covadonga v brzké době zamíří do Valparaísa; změnil tedy kurz plavby s úmyslem počkat si na španělský škuner či jakoukoliv jinou nepřátelskou loď u Papuda.

## Bitva

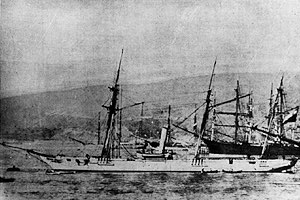
Škuner Virgen de Covadonga

Zrána 26. listopadu Williams v dálce spatřil loď kapitána Feryho Virgen de Covadonga  a nařídil okamžitě vyrazit do boje.
Obě lodě se k sobě začaly přibližovat, a jakmile byly vzdáleny několik mil daleko, vztyčily vlajku; korveta vyvěsila britskou vlajku a škuner odpověděl vlajkou španělskou. Chilský kapitán použil tento podvodný trik, aby se mohl ke španělské lodi přiblížit na menší vzdálenost.
Mezi 9. a 10. hodinou, kdy od sebe obě lodě stály jen 200 metrů daleko, začal boj rychlým manévrem korvety směrem k zádi škuneru. Salva z chilských děl zabila a zranila několik španělských námořníků.
Během nastalého boje Esmeralda předčila svého soupeře, a to především díky lepšímu manévrování. Williams pečlivě sledoval pohyby španělské lodi a dokázal předvídat protivníkovy změny kurzu.
Virgen de Covadongu zasáhlo ještě několik střel, zatímco její palba se nesetkala s úspěchem i díky vysokému trupu chilské korvety. Španělská historiografie uvádí, že první salva španělské lodi minula cíl a další dvě zasáhly korvetu do přídě a zlomily ráhno. Chilští historikové potvrzují, že škuner vypálil několik výstřelů z děla, ty ale dle nich nezpůsobily žádné škody.

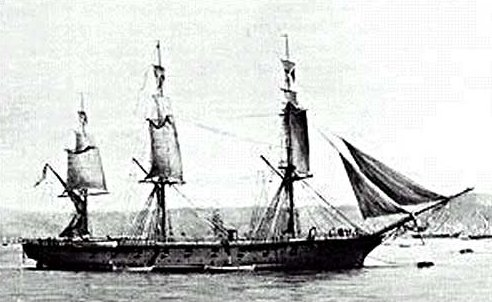
Korveta Esmeralda

Situace Španělů se ukázala jako beznadějná, a Fery se po půlhodině boje vzdal. Podle Williamse mu svou kapitulaci španělský důstojník sdělil sám hlasitým zvoláním, což mu umožnila malá vzdálenost obou soupeřících plavidel.
Navzdory klidu zbraní Španělé pokračovali v nabíjení svých děl, a proto musel chilský kapitán vypálit ještě několik výstřelů, aby jim v tom zabránil.
Před tím než se vzdal, nařídil Fery svůj škuner potopit. Williams, předpokládající tento scénář, proto rychle poslal na palubu lodi nadporučíka Manuela Thomsona Portomariña, kterému se podařilo zabránit zaplavení strojovny, kde v té době již bylo po pás vody.
Na španělské straně zůstali po bitvě 4 mrtví a 18 zraněných vojáků, 121 námořníků bylo zajato. Poškození Virgen de Covadongy nebylo vážné, ale spíše povrchové – všechny její čluny byly zničeny šrapnely, kormidlo bylo zlomené a trup prošpikovaný kulkami. Chilané neutrpěli žádné ztráty na životech a nikdo z posádky nebyl zraněn.

## Důsledky bitvy
Navzdory španělské dominanci na moři dokázalo chilské námořnictvo provést úspěšnou útočnou akci a převzít protivníkovu loď, což mělo velký dopad na bojovou morálku obou válčících stran. Porážka byla pro admirála José Manuela Pareju tak zdrcující, že o několik dní později spáchal sebevraždu.